# Scoparia (plantes)
Pour l’article homonyme, voir Scoparia (insectes).
Genre
Scoparia est un genre végétal de la famille des Plantaginaceae.

## Liste des espèces
- Scoparia aemilii Chodat
- Scoparia annua Cham. & Schltdl.
- Scoparia dulcis L.
- Scoparia elliptica Cham.
- Scoparia ericacea Cham. & Schltdl.
- Scoparia hassleriana Chodat
- Scoparia mexicana R.E. Fr.
- Scoparia montevidensis (Spreng.) R.E. Fr.
- Scoparia pinnatifida Cham.
- Scoparia praedensa (R.E. Fr.) Botta & Cabrera